# スムガイト市電
スムガイト市電（アゼルバイジャン語: Sumqayıt tramvayı、ロシア語: Сумгаитский трамвай）は、かつてアゼルバイジャン（旧：ソビエト連邦）の工業都市・スムガイトに存在した路面電車。2003年に廃止された。

## 概要
アゼルバイジャンの都市・スムガイトは、アブシェロン半島に重工業の戦略拠点を作るというソビエト連邦（ソ連）の方針に基づいて開発が行われた工業都市である。1935年の方針決定後、火力発電所や工場に加えて従業員や家族が暮らす住宅地も建設され、1949年には市に認定されるほどの急成長を遂げた。この都市に路面電車が開通したのは1959年3月11日の事であった。変電所や車両基地には当時の最新鋭の設備が導入され、午前5時から翌日の午前2時まで15分間隔の運行ダイヤが設定されていた。
運行開始当初は1系統（全長12.5 km）のみの運行であったが、後に全長4 kmの支線が完成し、スムガイト中心部から各地の工場や郊外の集落を結ぶ路線網が完成した。車両はソ連各地の路面電車に導入されていたMTV-82やRVZ-6が導入された。だが1960年代以降、後にアゼルバイジャンとして独立する地域の都市ではトロリーバス網の拡充が進み、路面電車の利用客が減少し始めた。スムガイト市電もその影響を受け、ソ連時代に支線が廃止されトロリーバスに置き換えられた。
残された路線はそれ以降も運行を続け、1980年代には新型車両のKTM-5も登場したが、1991年のアゼルバイジャン独立後、従業員への給料の支払いが滞るほどの財政難からスムガイト市電の運営は困難なものとなり、施設の更新もままならない状態となった。車両の劣化・荒廃も進み、他の車両やトロリーバスから流用した鉄板をリベットで留めて車体を補強する事例まで現れたが、それでも市電の職員による線路や車両の保守が懸命に行われ、大規模な修繕が実施された車両も存在した。また、晩年のスムガイト中心部の電停付近には市場が形成されており、住宅街や工業地域への生鮮食品の輸送にも用いられた。だが最終的にスムガイト市電は2003年7月に廃止され、電車は全て解体しスクラップとして売却された。